# Nicol Williamson
Thomas Nicol Williamson (* 14. September 1936 in Hamilton, Schottland; † 16. Dezember 2011 in Amsterdam, Niederlande) war ein britischer Schauspieler im Film, Fernsehen und Theater. Williamson gilt als einer der führenden Theaterschauspieler seiner Generation. So nannte John Osborne ihn „den größten Schauspieler seit Marlon Brando“.

## Leben und Karriere
Thomas Nicol Williamson wurde im schottischen Hamilton (nahe Glasgow) als Sohn von Hugh Williamson und Mary Brown Hill (geb. Storrie) geboren, wo er zunächst auch aufwuchs. Die Williamsons waren Angehörige von Clan Gunn, einem alten Clan aus den Highlands. Im Alter von 18 Monaten zogen seine Eltern nach Birmingham. Sohn Nicol wurde dagegen mit Beginn des Zweiten Weltkriegs nach Hamilton zurückgeschickt, da Birmingham ein bevorzugtes Ziel der deutschen Luftwaffe war; er wurde in diesen Jahren von seinen Großeltern aufgezogen.
Mit Ende des Kriegs kehrte er zu seinen Eltern zurück und wurde an der Central Grammar School für Jungen in Birmingham eingeschult. Mit 16 Jahren verließ er die Schule und arbeitete in der Fabrik, in der sein Vater ebenfalls tätig war. Aufgrund seiner künstlerischen Neigungen schrieb er sich an der Birmingham School of Acting ein. In späteren Jahren nannte er die Zeit dort ein Desaster und äußerte sich abfällig über die Schule, die in seinen Augen nur eine Art von Zeitbeschäftigung für die Töchter der örtlichen Geschäftsleute sei. Nachdem er seine Wehrpflicht in Aldershot einer Luftlandedivision absolviert hatte, machte er sein professionelles Debüt als Theater-Schauspieler am Dundee Repertory Theatre, wo er knapp zwei Jahre verblieb. Insgesamt spielte er in 17 Monaten in Dundee in 33 Produktionen, von denen viele vom Regisseur Anthony Page inszeniert wurden. Zum Ensemble in Dundee gehörten viele später namhafte Schauspieler wie Edward Fox, Glenda Jackson und Anna Way. Mit Edward Fox schloss der ansonsten als distanziert beschriebene Williamson eine bleibende Freundschaft. Er spielte vor allem den jugendlichen Helden in klassischen und zeitgemäßen Stücken wie Endstation Sehnsucht, Dickens' Große Erwartungen oder den Sir Walter Blunt in King Henry IV. Von Dundee wechselte er zum Arts Theatre in Cambridge und weiter zum Royal Court Theatre in London, wo er Flute in Tony Richardsons Inszenierung von Shakespeares A Midsummer Night’s Dream gab. Er wurde einer der wichtigsten Darsteller in Shakespeare-Stücken, unter anderem in Macbeth, Hamlet, Coriolanus und King Lear. Von den Kritikern wurde unter anderem seine Tenorstimme hervorgehoben, mit der er jeden Akzent nachahmen konnte. Zunehmend machte Williamson sich auch einen Namen als Spezialist für als schwierig geltende Rollen. Seinen ersten großen Bühnenerfolg hatte er mit der Hauptrolle in John Osbornes Drama Inadmissible Evidence, ebenfalls zunächst am Royal Court Theatre. Das Stück zog wegen seines Erfolgs ins Londoner West End um; nach einem weiteren Umzug der Produktion an den Broadway wurde Williamson zum ersten Mal für den Tony Award nominiert. In den 1960er Jahren folgten zudem erste Rollen beim Film.
1964 gab er Vladimir in Anthony Pages Adaption von Samuel Becketts Warten auf Godot. Page wurde sein Lieblingsregisseur. Beckett besuchte die Proben und fand sich zunächst unzufrieden mit der Inszenierung und verlangte einige Änderungen, in Williamsons Interpretation sah er dagegen einen „Hauch von Genius“. Die Premiere geriet zum Triumph für Williamson, der Ovationen erhielt und fortan Becketts Arbeit verehrte und in weiteren von Becketts Stücken auftrat. Umgekehrt avancierte er zu einem von Becketts Lieblingsdarstellern. Für einen Auftritt in einer Beckett-Lesung im Jahr 1965 am Shakespeare Memorial Theatre erhielt Williamson stehende Ovationen, entzweite sich jedoch mit den anderen Schauspielern durch seine eigenmächtigen und willkürlichen Änderungen am Text. Zunehmend geriet Williamson mit Kollegen in Konflikt wegen seiner offen zur Schau gestellten Arroganz und seines oft unvorhersehbaren Verhaltens, was ihm, wie auch Peter O’Toole und Richard Harris, den Ruf eines Radaubruders einbrachte. Williamson litt zudem an periodischen Stimmungsschwankungen und depressiven Tiefs. Seine Karriere als Filmschauspieler wurde ebenfalls immer wieder von diesen charakterlichen Eigenheiten überschattet; diverse Regisseure nahmen wegen seines unvorhersehbaren Temperaments Abstand von Williamsons Verpflichtung.
Nach persönlichen Schwierigkeiten im Privatleben wechselte er von London nach New York an den Broadway. In neuen Aufführungen alter Erfolge wie seiner Darbietungen als Macbeth und Hamlet feierte er dort erneut große Erfolge: So wurde die berühmte Hamlet-Inszenierung von 1969 am Roundhouse Theatre auch in New York aufgeführt und unter der Regie von Tony Richardson verfilmt. 1973 spielte er – erneut mit der Royal Shakespeare Company in London – die Titelrolle in Shakespeares Coriolanus. 1974 gab er die Titelrolle in Mike Nichols’ Inszenierung von Tschechows Onkel Wanja, was ihm seine zweite Nominierung für einen Tony Award einbrachte. Gleichzeitig sorgte Williamson jedoch auch hier für Skandale, etwa, als er zur Verteidigung eines Bühnendirektors den einflussreichen Theaterproduzenten David Merrick mit Bier übergoss und dann mit der Faust niederstreckte. Als Geist von John Barrymore angeheuert, der einem jungen Schauspieler helfen sollte, die Rolle des Hamlet zu bewältigen, sorgte Williamson für Aufsehen, als er im Vorfeld die Schwächen des Theaterstücks und der anderen Darsteller offen monierte. Bei einer der ersten Aufführungen traf er bei einer missglückten Fechtdarbietung den anderen Darsteller tatsächlich, wanderte zum Rampenlicht und äußerte, der Vorhang sollte heruntergelassen werden, da etwas schiefgelaufen sei. Während das Publikum das als Teil der Inszenierung wertete, fiel der Vorhang.
In den 1970er und 1980er Jahren entwickelte Williamson mehrere Einmannshows, in denen er Literatur, Auszüge aus seinen ehemaligen Auftritten und Songs darbot; so trug er zum Beispiel 1974 eine Lesung von Tolkiens Hobbit vor. Mit den Shows hatte er jedoch keinen Erfolg. In dieser Phase hatte er größere Engagements in englischen und US-amerikanischen Filmen; so übernahm er 1975 die Schurkenrolle (einen Geheimagent) in Die Wilby-Verschwörung. 1976 spielte er einen nach Kokain süchtigen Sherlock Holmes in Kein Koks für Sherlock Holmes. Im selben Jahr gab er neben Sean Connery in Richard Lesters Robin-Hood-Verfilmung Robin und Marian den Little John; ursprünglich war er vom Drehbuchautor James Goldman für die Rolle des Richard Löwenherz vorgesehen worden, während Richard Harris den Little John geben sollte, musste jedoch feststellen, dass beide sich mehr für die jeweils andere Rolle interessierten. 1979 hatte er die Hauptrolle als Doppelagent in Otto Premingers letztem Film Der menschliche Faktor in einer Verfilmung von Grahams Greenes Werk. 1981 war er in John Boormans Artus-Verfilmung Excalibur als Zauberer Merlin zu sehen. Als Antagonistin engagierte Boorman – trotz der Proteste von beiden Schauspielern – Helen Mirren, mit der Williamson eine intensive gegenseitige Abneigung nach einem gemeinsamen Bühnenauftritt in einer Macbeth-Produktion verband. Boorman hoffte, die Spannung zwischen beiden Darstellern auch auf die Leinwand übertragen zu können. Beide versöhnten sich schnell während des Drehs und wurden nach Aussage von Mirren gute Freunde; Mirren führte das frühere Zerwürfnis im Nachhinein auf die schwierige Macbeth-Produktion zurück. Die Kritiker feierten Williamsons ikonischen Auftritt als Merlin, der sich mit dem Auftritt ein größeres Publikum erwarb. Zudem hatte er gelegentlich auch Auftritte in TV-Produktionen, wie etwa 1978 als Gegenspieler von Columbo in der Episode Mord per Telefon oder 1986 als Hauptdarsteller in der ITV-Miniserie Lord Mountbatten: The Last Viceroy.
Im Verlauf der 1980er-Jahre nahm Williamsons Karriere einen Abstieg; sporadisch nahm er kommerziell geprägte Rollen an, weil er sich dazu finanziell gezwungen sah. Sein künstlerisches Renommee litt in diesen Jahren stark.
Nach Jahren in New York zog er zunächst nach Amsterdam; in den 1990ern zog er sich auf die griechische Insel Rhodos zurück. Nach 1997 war Williamson dann nur noch am Theater tätig.
Williamson wurde für Rollen am Theater zweimal für den Tony Award und für Filmrollen dreimal für den Britischen Filmpreis nominiert.
Seine 1971 geschlossene Ehe mit der Schauspielerin Jill Townsend erwies sich als kurzlebig, er hatte mit Townsend einen gemeinsamen Sohn. Williamson, der einmal gestand, 80 Zigaretten am Tag zu rauchen, starb am 16. Dezember 2011 in den Niederlanden an Krebs.

## Filmografie (Auswahl)
- 1963: The Six-Sided Triangle (Kurzfilm)
- 1968: Ereignisse beim Bewachen der Bofors-Kanone (The Bofors Gun)
- 1968: Der Satan mischt die Karten (Laughter in the Dark)
- 1969: Die Abrechnung (The Reckoning)
- 1969: Hamlet
- 1972: Der Mönch und die Frauen (Le Moine)
- 1975: Die Wilby-Verschwörung (The Wilby Conspiracy)
- 1976: Kein Koks für Sherlock Holmes (The Seven-Per-Cent Solution)
- 1976: Robin und Marian (Robin and Marian)
- 1977: Der Untermieter (The Goodbye Girl)
- 1978: Der Schmalspurschnüffler (The Cheap Detective)
- 1978: Columbo – Mord per Telefon (Columbo: How to Dial a Murder)
- 1979: Der menschliche Faktor (The Human Factor)
- 1981: Excalibur
- 1982: Die Jagd nach dem Leben (I’m Dancing as Fast as I Can)
- 1985: Christopher Columbus
- 1985: Oz – Eine fantastische Welt (Return to Oz)
- 1987: Die schwarze Witwe (Black Widow)
- 1990: Der Exorzist III (The Exorcist III)
- 1993: Pesthauch des Bösen (The Hour of the Pig)
- 1997: Spawn